# Nhóm ngôn ngữ Ý-Tây
Nhóm ngôn ngữ Ý-Tây, trong một số phân loại, là nhánh lớn nhất của nhóm ngôn ngữ Rôman. Nó bao gồm hai trong số các nhánh của ngôn ngữ Rôman: Ý-Dalmatia và Tây Rôman. Nó không bao gồm tiếng Sardegna và nhóm ngôn ngữ Đông Rôman.

## Nhóm ngôn ngữ Ý-Dalmatia
Dựa trên sự thông hiểu lẫn nhau, Dalby liệt kê bốn ngôn ngữ: tiếng Corse, phương ngữ Tuscan và tiếng Ý, tiếng Napoli - tiếng Sicilia và tiếng Dalmatia.

## Nhóm ngôn ngữ Tây Rôman
Dựa trên sự thông hiểu lẫn nhau, Dalby liệt kê hàng tá ngôn ngữ: tiếng Bồ Đào Nha, tiếng Tây Ban Nha, Asturia-Leone, tiếng Aragon, tiếng Catalunya, tiếng Gascon, tiếng Provençal, tiếng Occitan Gallo-Wallon, tiếng Pháp, tiếng Franco-Provençal, tiếng Romansh và tiếng Ladin.